# Hans van der Ham
Johannes Hubertus Maria (Hans) van der Ham (Eindhoven, 6 juli 1960) is een Nederlands beeldend kunstenaar en musicus. Hij is zowel schilder als tekenaar en beeldhouwer. Ook is hij actief als tentoonstellingsmaker.

## Biografie
Hans van der Ham studeerde klassiek piano aan het Koninklijk Conservatorium te Den Haag en het Utrechts Conservatorium alwaar hij in 1984 afstudeerde. Vervolgens studeerde hij autonome kunst aan de Academie voor Beeldende Kunsten in Rotterdam alwaar hij in 1989 afstudeerde met schilderijen, tekeningen en grafiek.   
Sinds 1989 werkt Van der Ham als zelfstandig beeldend kunstenaar in Rotterdam en heeft regelmatig tentoonstellingen in binnen- en buitenland. Werk van hem is opgenomen in diverse museale en bedrijfscollecties. Zijn werk wordt vertegenwoordigd door galerie Stigter Van Doesburg, Amsterdam en galleri KANT, Copenhagen (DK).   
In 2012 richtte Van der Ham samen met een Rotterdamse mecenas Garage Rotterdam op, waar hij tot 2015 verantwoordelijk was als curator en artistiek leider. Van der Ham maakt regelmatig tentoonstellingen, onder meer voor Museum Boijmans Van Beuningen: als gastconservator maakte hij in 2018 de tentoonstelling "ANIMA MUNDI".  
Sculptuur in openbare ruimte: ARMOUR, Mathenesserlaan Rotterdam (2022).   